# Барселона (графство)
Барселонское графство (кат. Comtat de Barcelona, фр. Comté de Barcelone, исп. Condado de Barcelona) — графство на территории современной области Каталония (Испания).

## История
Территория, вошедшая в состав графства, с V века входила в состав королевства вестготов. В начале VIII века она была завоевана арабами и этой территорией управляли при помощи военных гарнизонов, стоявших в Барселоне, Жироне и Лериде. В 778 году Карл Великий вторгся в северо-восточную часть Пиренейского полуострова и завоевал её при поддержке коренного населения гор, но в 781 году эта территория была снова занята арабами. В походе 778 года погиб Роланд, впоследствии прославленный в «Песне о Роланде». В 785 году франки завоевали Жирону, а в 801 году армия под руководством графа Тулузы Гильома Желонского овладела Барселоной. К 811 году территория, отвоеванная у арабов, стала испанской маркой, составленной из графств, зависимых от каролингских монархов. Столицей марки и графства был город Барселона.
Изначально правители марки ставились из местной знати (как правило вестготского происхождения), но из-за стремления её к независимости Каролинги заменили их на графов франкского происхождения. Но несмотря на это зависимость каталонских графов от франкского государства ослабевала. Граф Гифред I Волосатый смог объединить в своих руках большую часть графств. После его смерти в 897 году его владения были разделены между сыновьями, но их ядро, в которое входили графства Барселона, Жерона и Вик, было неделимо, а графы Барселоны имели главенствующее положение в регионе. Вокруг этого ядра в будущем образовалась Каталония.
В течение X века графы Барселоны усилили свою политическую власть. В 985 году Барселона была разграблена хаджибом Кордовского халифата аль-Мансуром (см. Взятие Барселоны (985)). Граф Барселоны Боррель II отправил аббата Сен-Кукуфа Эда за помощью к королю Франции Лотарю в Компьен, но помощи так и не дождался, что дало повод Борелю в 988 году отказаться приносить присягу новому королю — Гуго Капету. Каталония фактически стала независимой от Франции.
Преемник Борреля II, Рамон Боррель I, был вынужден принять протекторат мусульманского королевства Лерида, правителю которого он платил дань. В начале XI века граф Беренгер Рамон I, управлявший графством под опекой своей матери Эрмезинды, ввёл в графстве вестготский кодекс Fuero Uzgo. Его сын, граф Рамон Беренгер I Старый был вынужден бороться против Эрмезинды, которая жила в Жироне. При его правлении правители соседних мусульманских государств платили ему дань. Благодаря удачным браками Рамон Беренгер расширил свои владения, получил территории к северу от Пиреней. Сын Рамона от первого брака, Педро Рамон, постоянно ссорился со своей мачехой — Альмодис де Ла Марш. Позже он её убил, после чего был лишён наследства и изгнан из графства.
После смерти Рамона Беренгера ему наследовали два сына близнеца от второго брака, Беренгер Рамон II и Рамон Беренгер II, разделившие власть в графстве. Но в 1082 году Рамон Беренгер погиб на охоте, в его смерти подозревали брата. В 1096 году Беренгер был обвинен в убийстве брата королём Кастилии и Леона Альфонсо VI, отправившего против него армию. Беренгер был разбит, а графом объявили его племянника (сына убитого брата), Рамона Беренгера III. Сам же Беренгер отправился паломником в Иерусалим, где и умер.
Новый граф благодаря браку смог существенно расширить свои владения. В 1111 году он унаследовал графство Безалу, в 1117 году — Сердань. Третий брак с Дульсой Прованской позволил Рамону получить графства Прованс и Жеводан, из-за которых он был вынужден вести спор с графами Тулузы. В 1123 году его сюзеренитет признал граф Ампурьяса. Также граф Рамон стремился расширить свои владения и за счёт мусульман. В 1106 году совместно с графом Урхеля он захватил Балагер. В 1115 году при содействии пизанского флота Рамон захватил Мальорку, но через год потерял её, поскольку остров был захвачен альморавидами. Также он в разные годы предпринимал неудачные попытки захватить Лериду, Тортосу и Валенсию. В 1114 году армия из Валенсии под командованием ибн аль-Хаджи разорила всю Каталонию до Барселоны, но в следующем году Рамон разбил альморавидов в ущелье Мартораль.
Рамон Беренгер III умер в 1131 году, разделив свои владения между сыновьями. Земли к югу от Пиренеев (графство Барселона) получил Рамон Беренгер IV, а земли к северу от Пиренеев (Прованс) достались Беренгеру Рамону. Новый граф Барселоны обратил все свои силы к захвату владений соседних мусульманских государств. К 1150 году он захватил все земли к северу от Эбро. Во Франции Рамон оказывал поддержку брату, который боролся за Прованс против рода Буа и графа Тулузы.
В 1150 году Рамон Беренгер женился на наследнице королевства Арагон Петрониле, что положило начало объединению Барселоны с Арагоном. Рамон Беренгер IV умер в 1162 году. Испанские земли (кроме Сердани) получил старший сын Альфонс II, ставший первым королём объединённого государства Арагона и Барселоны. Французские владения и графство Сердань достались младшему сыну Педро.
11 мая 1258 года договором в Корбейе был подписан Корбейский мир между королём Франции Людовиком IX Святым и королём Арагона и графом Барселоны Хайме I Завоевателем была подтверждена независимость Барселоны от Франции. Короли Арагона носили титул графов Барселоны до объединения Арагонского королевства с Кастилией в королевство Испания.
Титул графа Барселоны носил дед нынешнего короля Испании Филиппа VI — Хуан де Бурбон.